# Karl Donath (Mediziner)

Karl Donath

Karl Donath (* 28. Juli 1935 in Leipzig; † 23. September 2010 in Rödinghausen) war ein deutscher Oralpathologe und Biomaterialforscher.
Karl Donath widmete sich vor allem der Erforschung der Erkrankungen der Mundhöhle. Außerdem war er entscheidend an der Entwicklung von Methoden zur Herstellung von histologischen Dünnschliffen aus nicht schneidbaren Materialien wie Knochen und Implantatwerkstoffen beteiligt.

## Leben
Nach einer Ausbildung zum Zahntechniker in Leipzig und seiner Flucht aus der DDR studierte er Medizin an der Universität Münster. Ab 1969 erhielt er eine Ausbildung zum Pathologen an der Universität Hamburg, wo er sich 1975 habilitierte. Bis zum Jahr 1981 schloss er zudem ein Zahnmedizinstudium ab. Ab 1986 bis zu seiner Pensionierung im Jahr 1999 leitete er die neu gegründete Abteilung für Oralpathologie am Institut für Pathologie der Universität Hamburg.

## Forschungsschwerpunkte
Karl Donath veröffentlichte mehr als 250 wissenschaftliche Arbeiten und zahlreiche Buchbeiträge zu den Forschungsbereichen der Speicheldrüsenerkrankungen, Parodontologie, der odontogenen Tumoren und Zysten, Kieferknochenerkrankungen, Knochenersatzmaterialien, Biomaterialien und Implantaten. Von großer praktischer Bedeutung sind seine Beiträge zur Entwicklung der Trenndünnschliff-Technik.  Dieses Verfahren ermöglicht die Herstellung von histologischen Präparaten nicht schneidbarer Materialien im Weich- und Knochengewebe. Das nach ihm benannte Karl Donath Laboratory an der Universitätszahnklinik der Medizinischen Universität Wien setzt seine Forschungsarbeit in der oralen Implantologie sowie der osteologischen Grundlagen fort.

## Werke
- Pathohistologische Strukturanalyse von Säge-Dünnschliffen unentkalkter gemischter und zusammengesetzter Odontome. Dissertation, 1983.
- Die Sialadenose der Parotis: ultrastrukturelle, klin. u. experimentelle Befunde zur Sekretionspathologie. Fischer, Stuttgart, New York 1976, ISBN 3-437-10450-0.
- Diagnosis and ultrastructure of the tubular carcinoma of the salivary gland ducts – Epithelial-myoepithelial carcinoma of the intercalated ducts [Zur Diagnose und Ultrastruktur des tubulären Speichelgangcarcinoms – Epithelial-myoepitheliales Schaltstückcarcinom]. Donath, K., Seifert, G., Schmitz, R. In: Virchows Archiv Abteilung A Pathologische Anatomie. Bd. 356 (1972), S. 16–31.
- Die Trenn-Dünnschliff-Technik zur Herstellung histologischer Präparate von nicht schneidbaren Geweben und Materialien. In: Der Präparator. Bd. 34 (1988), S. 197–206.
- Preparation of histologic sections by the cutting-grinding technique for hard tissue and other material not suitable to be sectioned by routine methods; equipment and methodical performance. Exakt-Kulzer, Norderstedt 1995 (PDF; 6,98 MB).